# Rincón Murillo
Rincón Murillo är en ort i Mexiko.   Den ligger i kommunen San Carlos och delstaten Tamaulipas, i den centrala delen av landet, 600 km norr om huvudstaden Mexico City. Rincón Murillo ligger 749 meter över havet och antalet invånare är 148.
Terrängen runt Rincón Murillo är huvudsakligen kuperad, men norrut är den bergig. Terrängen runt Rincón Murillo sluttar söderut. Runt Rincón Murillo är det mycket glesbefolkat, med 2 invånare per kvadratkilometer. Närmaste större samhälle är San Lázaro, 16,4 km väster om Rincón Murillo. I omgivningarna runt Rincón Murillo växer huvudsakligen savannskog.